# Майер, Вальтрауд
Вальтрауд Майер (нем. Waltraud Meier; род. 1956) — немецкая певица (меццо-сопрано / сопрано). Известна прежде всего исполнением вагнеровских партий, но также имеет успех во французском и итальянском репертуаре. 

## Биография
Много занималась музыкой с детства. Изучала английскую и романскую филологию. Оперный дебют певицы состоялся в 1976 г. в Вюрцбурге (партия Лолы в опере «Сельская честь»). После этого пела партии для меццо-сопрано в Манхайме (1976-78 гг.), Дортмунде (1980-83), Ганновере (1983-84) и Штутгарте (1985-88). Международная карьера певицы началась в 1980 г., когда она дебютировала в Буэнос-Айресе в партии Фрики в «Валькирии».
Мировая известность пришла к Майер в 1983 г., когда она выступила в роли Кундри в «Парсифале» на Байройтском фестивале. После этого она участвовала в фестивале ежегодно, став наиболее известной вагнеровской певицей последних десятилетий. В 1985 г. впервые выступила в Ковент-Гарден, в 1987 г. — в Метрополитен-опере. В 1993 г. Майер обратилась к партиям для драматического сопрано. Имела большой успех в партии Изольды (в том числе на Байройтском фестивале в 1993-99 гг и на Зальцбургском фестивале в 2000 г.). В 2000 г. она исполнила в Байройте роль Зиглинды в «Валькирии».
Среди других партий — Леонора в «Фиделио», Мария в «Воццеке», Сантуцца в «Сельской чести», Ортруда в «Лоэнгрине», Дидона в «Троянцах», Амнерис в «Аиде», Кармен в одноименной опере, Далила в «Самсоне и Далиле» и т. д.
Сезон 2003—2004 г. певица посвятила песенному исполнительству, выступала с концертами, в которых звучали песни Брамса, Шуберта, Вольфа и т. д.
Вальтрауд Майер много гастролирует; её московские концерты стали значительным событием в музыкальной жизни России. 17.11.2011 Майер исполнила песни Вагнера на заключительном концерте VI Московского международного фестиваля «Владимир Спиваков приглашает…»  Певица сотрудничала с такими известными дирижёрами, как Рикардо Мути, Клаудио Аббадо, Даниэль Баренбойм, Джеймс Ливайн, Лорин Маазель, Зубин Мета, Джузеппе Синополи и др.
В 2003 г. Вальтрауд Майер получила престижную музыкальную премию «Грэмми» за исполнение роли Венеры в «Тангейзере», в 2005 г. — французский Орден искусств и наук (Ordre des Arts et des Lettres).